# Cornelis Jacobszoon May
Cornelis Jacobszoon May, oftmals im Englischen auch Cornelius Jacobsen May oder Cornelis Jacobsen Mey, sowie diverse andere Abwandlungen hiervon, (* um 1580 in Schellinkhout; † nach 1625) war ein niederländischer Entdecker, Kapitän und Pelzhändler, sowie von 1624 bis 1625 der erste Generaldirektor von Nieuw Nederland mit Sitz in Nieuw Amsterdam, dem heutigen New York City.

## Leben
Über Mays Leben ist wenig bekannt. So soll er aus der Stadt Hoorn bzw. in dem kleinen Dorf Schellinkhout, das etwas östlich von Hoorn liegt, geboren worden sein. Er dürfte ein Bruder des Walfängers Jan Jacobs May van Schellinkhout, dem zu Ehren die norwegische Insel Jan Mayen benannt wurde, sein. Die beiden Brüder sollen zudem auch die Cousins des ebenfalls bekannten Seefahrers Jan Corneliszoon May (auch Jan Cornelisz. May; May war anfangs nur ein Beiname und wurde später zum Hauptnamen), der zahlreiche Expeditionen in der Nordostpassage leitete und von 1614 bis 1617 an der Seite von Joris van Spilbergen im Auftrag der Niederländischen Ostindien-Kompanie in einer Flotte von sechs Schiffen die Welt umsegelte, sein.
Im Jahre 1614 segelte May am Hudson River – der zu dieser Zeit noch nicht diesen Namen trug und zumeist Noortrivier genannt wurde –, um eine Vereinbarung zwischen verschiedenen konkurrierenden Händlern zu treffen. Am 11. Oktober 1614 wurde May ein Gesellschafter der sogenannten Nieuw-Nederland Compagnie, die von den Generalstaaten ein exklusives Patent für vier Reisen erhielt, die drei Jahre lang im Gebiet zwischen dem 40. und 45. Breitengrad unternommen werden sollten. Diese Expeditionen dauerten bis Januar 1618. Von August bis November 1616 versuchte das Unternehmen erfolglos, ein neues Patent für ein Gebiet zwischen dem 38. und 40. Breitengrad (im Bereich der Delaware Bay) zu erhalten, das von Cornelis Hendricksz van Monnikendam auf dem Schiff Onrust überwacht worden war. Im Jahr 1616 segelte Cornelis Hendricksz die Onrust, die das erste auf dem Gebiet des heutigen Bundesstaates New York gebaute Schiff überhaupt war, auf dem Zuyd Rivier (heute: Delaware River) von seiner Bucht bis zu den nördlichsten schiffbaren Ausläufern, um drei Pelzhändler aus dem erst zwei Jahre zuvor gegründeten Fort Nassau im Norden zu beliefern.
In weiterer Folge hatte May im Auftrag der Nachfolgeorganisation der Nieuw-Nederland Compagnie im Jahre 1620 die Delaware Bay auf der Blijde Boodschap erkundet und vermessen. Gleichzeitig übte er weiterhin Handelstätigkeiten mit der indianischen Bevölkerung aus. Im darauffolgenden Jahr orderte er den Bau einer Faktorei in Fort Nassau, an der Mündung des Big Timber Creek, an. Zwei seiner sechs Geschäftspartner auf den Schiffen Blijde Boodschap und Bever, die sich auf die Erforschung und den Handel auf dem Zuid Rivier konzentrierten, waren Thijmen Jacobsz Hinlopen und Samuel Godijn.
May war nicht in der Lage stabile Handelsbeziehungen (mit Ausnahme konkurrierender niederländischer Unternehmen) auf dem Zuidt River (dem späteren Delaware River) zu führen. Nach einer späteren Einigung der konkurrierenden niederländischen Unternehmen kam es zu einem neuerlichen Handelskonflikt, der erst durch einen Urteil am Schiedsgericht von Amsterdam am 23. Dezember 1623 beigelegt werden konnte. Die Region zwischen dem 38. und 39. Breitengrad kam unter die Jurisdiktion der Niederländischen Westindien-Kompanie, die im Jahre 1624 erste Siedler (dabei vor allem Familien aus Wallonien und Flandern) nach Nieuw Nederland brachte. May war der Kapitän des Schiffes Nieu Nederlandt (auch Nieuw Nederland oder New Netherland), das die ersten Siedler in die gleichnamige nordamerikanische Kolonie brachte. Die ersten Siedler gingen bei Fort Orange (nahe dem heutigen Albany im US-Bundesstaat New York) von Bord, eine andere Gruppe Siedler verließ das Schiff auf der heutigen Governors Island im heutigen New York City (damals Pagganack oder Noten Eylandt). Insgesamt sollen sich 30 verschiedene Familien bestehend aus insgesamt 110 Familienmitgliedern auf der Nieu Nederlandt befunden haben.
Im Frühling 1624 kehrte May als Kommandant von Nieuw Nederland zurück. Während einige Personen an den Sitz der Kompanie ins heutige Connecticut geschickt wurden, blieben zwei Familien und acht alleinstehende Männer an ihrem Ausstiegsort und machten sich mit einer Schaluppe auf zum Zuidt River (auch South River), wo sie auf der heutigen Burlington Island die Faktorei bzw. den Handelsposten Fort Wilhelmus gründeten. Weitere acht Männer blieben auf Noten Eylandt, um sich hier etwas aufzubauen und den Pelzhandel voranzutreiben. 18 weitere Familien zogen weiter flussaufwärts nach Fort Orange. Nachdem er geholfen hatte das Gebiet zu einer Provinz umzuwandeln, wurde May zum ersten Gouverneur von Nieuw Nederland ernannt. Nachdem sein Vertrag ein Jahr später ausgelaufen war, erhielt Willem Verhulst im April 1625 von der Niederländischen Westindien-Kompanie die Anweisung, die Siedler in einer größeren Ansiedlung zu konzentrieren, was vermutlich geschehen sollte, um Kosten zu sparen und sich zugleich besser gegen mögliche Angriffe verteidigen zu können. Über Mays späteres Leben ist kaum mehr etwas bekannt; so wird nicht einmal das Jahr seines Ablebens genannt.